# Fusconaia cor
Fusconaia cor és una espècie de mol·lusc bivalve pertanyent a la família Unionidae. Viu a l'aigua dolça i es troba als Estats Units: Alabama, Tennessee i Virgínia.